# NGC 4450
NGC 4450 este o liner situată în constelația Părul Berenicei. A fost descoperită în 14 martie 1784 de către William Herschel. Se află la o distanță de 15,63 megaparseci de Pământ.